# Бухалка
Бухалката е реквизит, използван от жонгльорите.
Бухалките са едни от петте основни спортни уреда, използвани в художествената гимнастика и един от трите най-популярни реквизита, използвани от жонгльорите (другите са топки и пръстени).
Типичната бухалка е с дължина от 50 см и тегло между 200 и 300 грама. Тя е тънка в края на дръжката и има балансен център, разположен по-близо до срещуположния край, който е и по-широк.
Формата на бухалката за жонглиране е подобна на тази на кеглата използвана при боулинг. Съвременните жонглиращи бухалки обаче се различават от тях по материалите, от които са изработени, по начина, по който са конструирани, както и по теглото си, което означава че не са взаимозаменяеми.

## Материали
Основните материали от които се изработват бухалките са дърво и пластмаса, като е възможна изработката да бъде монолитна или многокомпонентна от няколко части.

## Рекорди
Световният рекорд за жонглиране едновременно с най-много бухалки и за най-продължително време, като всяка бухалка е хвърлена и уловена поне два пъти, без да падне, е осем бухалки за 16 хващания, постигнат от Антъни Гато през 2006 г. и Вили Коломбаони през 2015 г. Рекордът за най-много бухалки, хвърлени и уловени само веднъж, е девет, постигнат от Ейвинд Драгшо през 2016 г. (11 хващания).